# Pole zasług
Zasługi − w buddyzmie wszelkie czyny tworzące dobrą karmę. Osoby czyniące dobro w oczekiwaniu nagrody znajdują się w obrębie tzw. pola zasług. Dobry buddysta powinien wykroczyć poza to pole i czynić dobro z powodu współczucia a nie dla nagrody. W ten sposób może wyzwolić się z kręgu sansary i osiągnąć nirwanę.